# 腔骨龍科
腔骨龍科（學名：Coelophysidae）是一群原始的肉食性獸腳亞目恐龍。大部分的腔骨龍科恐龍體型相當小。牠們繁盛於三疊紀晚期到侏儸紀早期。
在1998年，保羅·塞里諾利用親緣分支分類法研究，將腔骨龍科定義為：包含鮑氏腔骨龍（Coelophysis bauri）與三疊原美頜龍（Procompsognathus triassicus），與牠們的最近共同祖先，以及兩者最近共同祖先的所有後代。
腔骨龍科屬於腔骨龍超科。快足龍科（ ）雖然早於腔骨龍科14年成立，應該擁有優先權，但因為快足龍科的模式標本在火災中遭到破壞，以致於無法與其它新發現化石做比對，所以快足龍科現在已廢棄不用，並被認為是腔骨龍科的異名。